# Clethraceae
Clethraceae eller Konvaljbuskeväxter, är en familj av tvåhjärtbladiga växter. Clethraceae ingår i ordningen Ericales, klassen Magnoliopsida, fylumet Tracheophyta och riket Plantae. Enligt Catalogue of Life omfattar familjen Clethraceae 97 arter. De förekommer i östra och sydöstra Asien, sydöstra USA till Sydamerikaoch Västindien, samt en art som är inhemsk på Madeira.
Tidigare inkluderade de flesta botaniker endast Clethra i familjen, men nyligen undersökta studier har visat att Purdiaea, som tidigare placerats i den nära släktade familjen Cyrillaceae, är närmare förknippad med Clethra.
Kladogram enligt Catalogue of Life:
| Clethraceae | \| \| Clethra \| \| \| \| \| \| Purdiaea \| \| \| \| |
|             | \| \| Clethra \| \| \| \| \| \| Purdiaea \| \| \| \| |
|             | aktinidiaväxter                                      |
|             |                                                      |
|             | balsaminväxter                                       |
|             |                                                      |
|             | Cyrillaceae                                          |
|             |                                                      |
|             | fjällgröneväxter                                     |
|             |                                                      |
|             | Ebenaceae                                            |
|             |                                                      |
|             | ljungväxter                                          |
|             |                                                      |
|             | Fouquieriaceae                                       |
|             |                                                      |
|             | Lecythidaceae                                        |
|             |                                                      |
|             | Marcgraviaceae                                       |
|             |                                                      |
|             | Mitrastemonaceae                                     |
|             |                                                      |
|             | Napoleonaceae                                        |
|             |                                                      |
|             | Pellicieraceae                                       |
|             |                                                      |
|             | Pentaphylacaceae                                     |
|             |                                                      |
|             | blågullsväxter                                       |
|             |                                                      |
|             | viveväxter                                           |
|             |                                                      |
|             | Roridulaceae                                         |
|             |                                                      |
|             | Sapotaceae                                           |
|             |                                                      |
|             | flugtrumpetväxter                                    |
|             |                                                      |
|             | Scytopetalaceae                                      |
|             |                                                      |
|             | Sladeniaceae                                         |
|             |                                                      |
|             | storaxväxter                                         |
|             |                                                      |
|             | Symplocaceae                                         |
|             |                                                      |
|             | Tetrameristaceae                                     |
|             |                                                      |
|             | Theaceae                                             |
|             |                                                      |
|             | Clethra                                              |
|             |                                                      |
|             | Purdiaea                                             |
|             |                                                      |

|  | Clethra  |
|  |          |
|  | Purdiaea |
|  |          |

## Bildgalleri

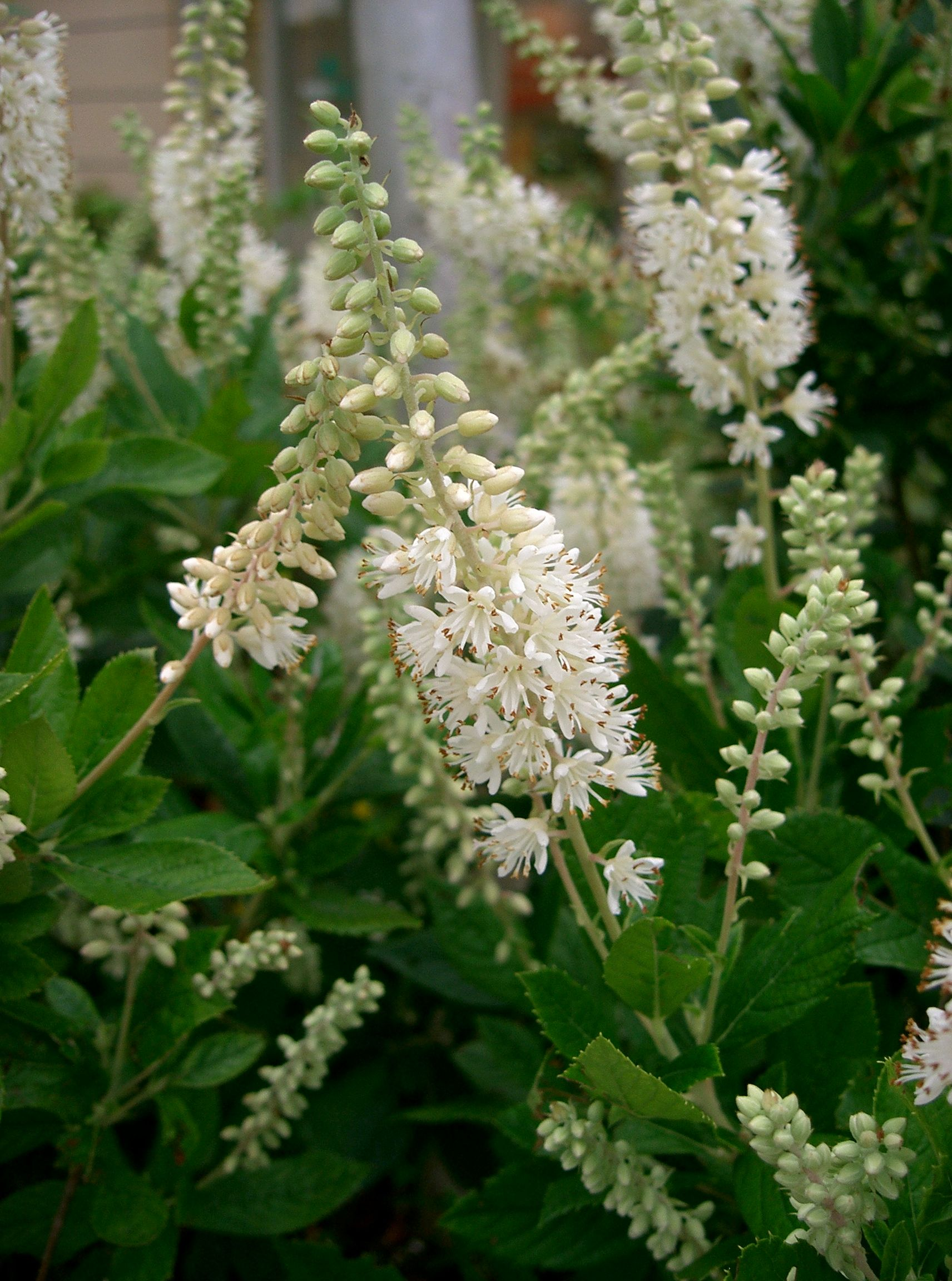
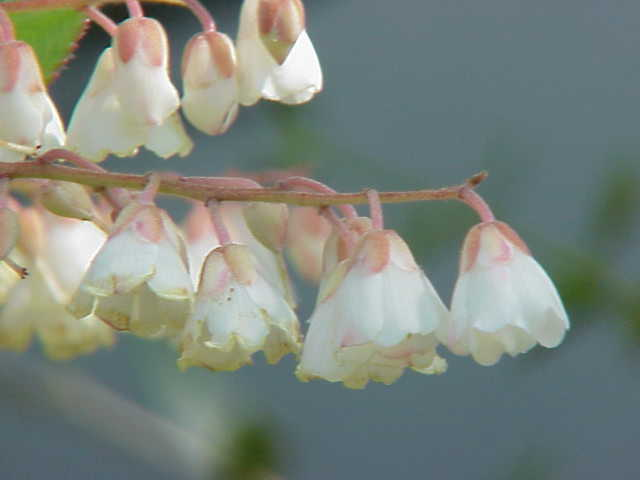
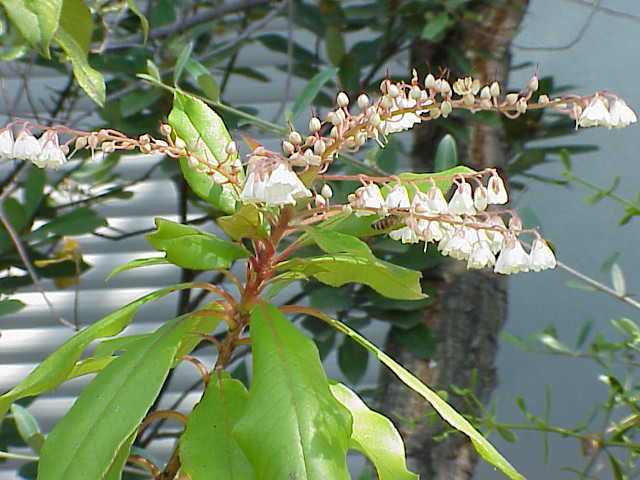
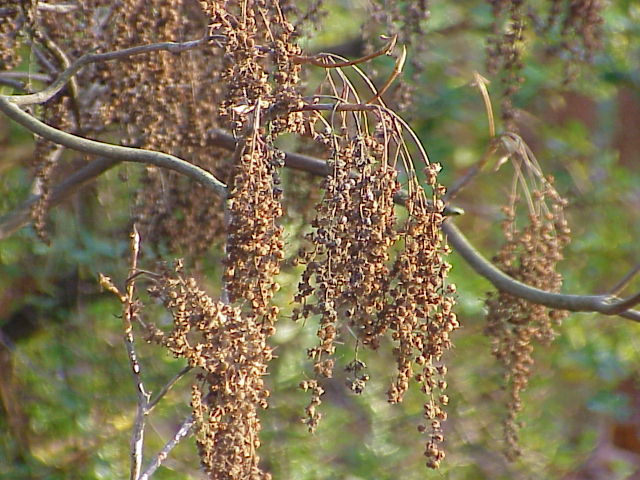
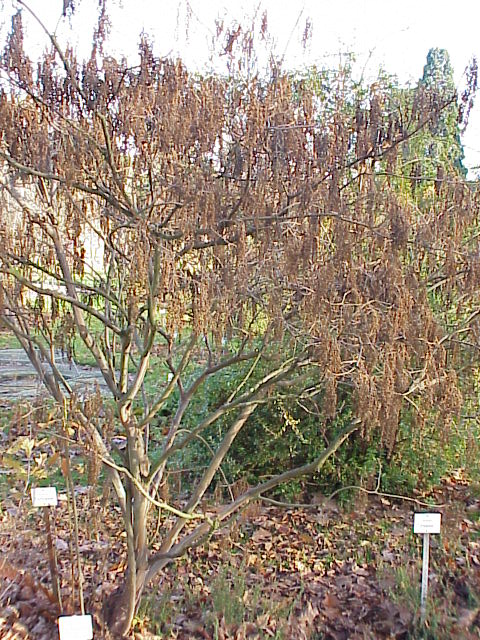
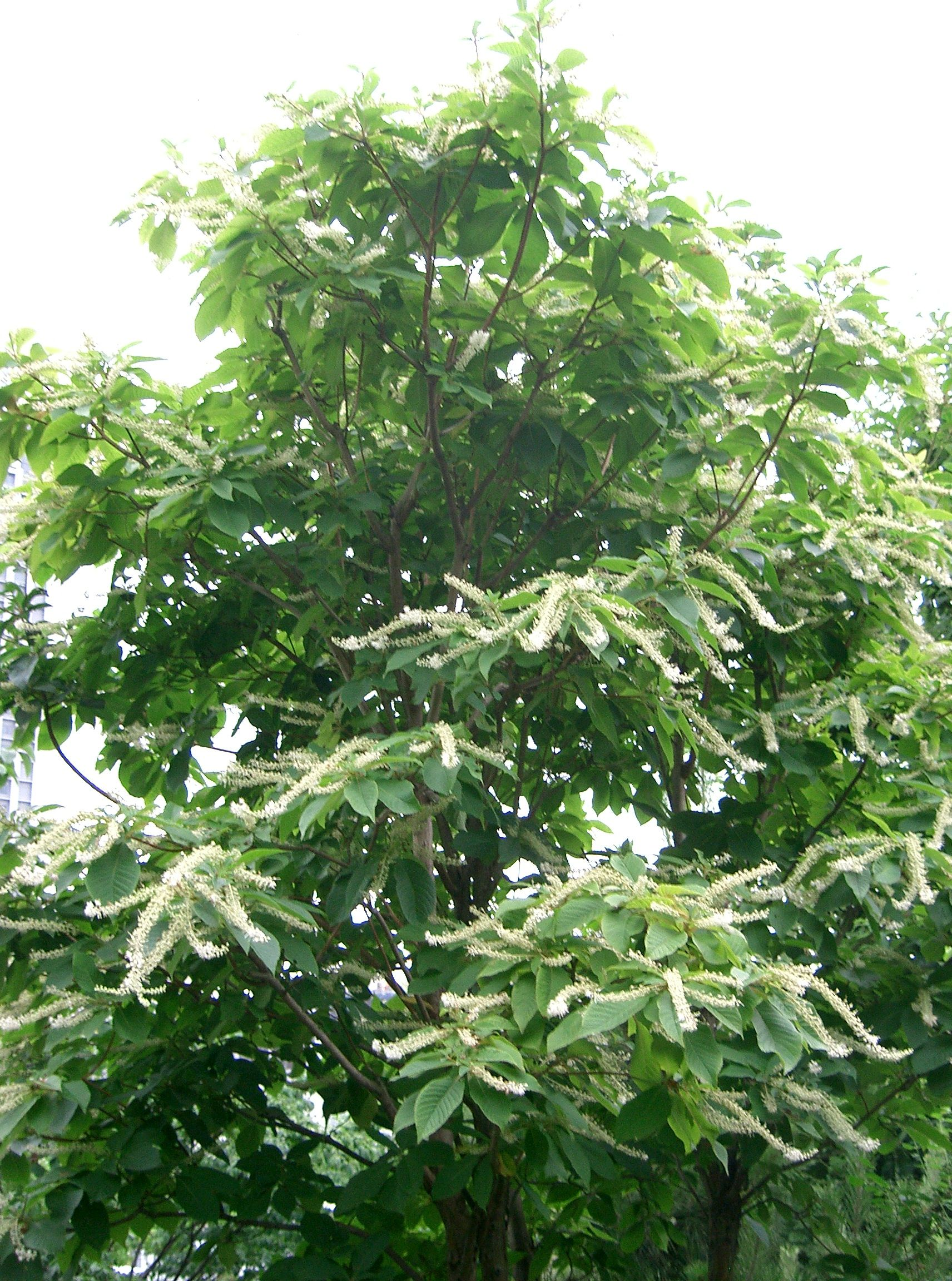
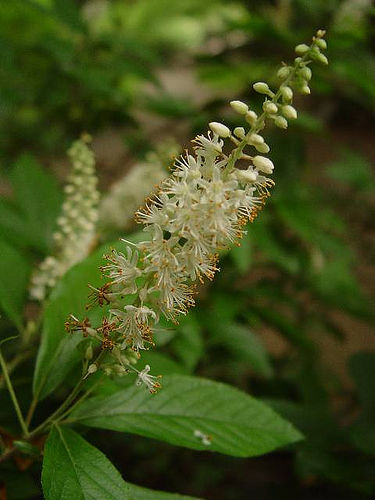